# 卡罗尔·奎格利
卡罗尔·奎格利（英語：Carroll Quigley，1910年11月9日—1977年1月3日）是美国著名历史学家 、文明进化论学者。他因在乔治城大学的教书工作，其学术出版物，和他对圆桌会运动的研究而知名。 1966年，他利出版了一卷本的关于20世纪历史的著作——《悲剧与希望》。

## 生活和职业生涯
出生于波士顿，就读于哈佛大学，在那里他学习历史并获得学士，硕士和博士学位。他曾在 普林斯顿大学 任教，然后在哈佛大学任教，然后于1941年至1976年在乔治敦大学外交学院 任教。 
从1941年到1972年，他在乔治城教授了两个学期的文明发展课程。 根据他在《华盛顿之星》的讣告，许多乔治城外交学院的毕业生断言这是“他们本科生涯中最有影响力的课程”。
除了他的学术工作，奎格利还担任过美国国防部、美国海军、史密森学会、以及20世纪50年代航天和太空探索众议院特别委员会的顾问。